# Hampton (Florida)
Hampton és una població dels Estats Units a l'estat de Florida. Segons el cens del 2000 tenia 431 habitants.

## Demografia
Segons el cens del 2000, Hampton tenia 431 habitants, 160 habitatges, i 110 famílies. La densitat de població era de 161,6 habitants/km².
Dels 160 habitatges en un 37,5% hi vivien nens de menys de 18 anys, en un 48,8% hi vivien parelles casades, en un 15,6% dones solteres, i en un 31,3% no eren unitats familiars. En el 27,5% dels habitatges hi vivien persones soles el 16,3% de les quals corresponia a persones de 65 anys o més que vivien soles. El nombre mitjà de persones vivint en cada habitatge era de 2,54 i el nombre mitjà de persones que vivien en cada família era de 3,07.
Per edats la població es repartia de la següent manera: un 26,9% tenia menys de 18 anys, un 10,9% entre 18 i 24, un 26% entre 25 i 44, un 19,7% de 45 a 60 i un 16,5% 65 anys o més.
L'edat mitjana era de 37 anys. Per cada 100 dones de 18 o més anys hi havia 93,3 homes.
La renda mitjana per habitatge era de 24.091 $ i la renda mitjana per família de 29.375 $. Els homes tenien una renda mitjana de 23.250 $ mentre que les dones 20.000 $. La renda per capita de la població era de 14.620 $. Entorn del 20,4% de les famílies i el 26,6% de la població estaven per davall del llindar de pobresa.

## Poblacions més properes
El següent diagrama mostra les poblacions més properes.